# Biserica fortificată din Metiș

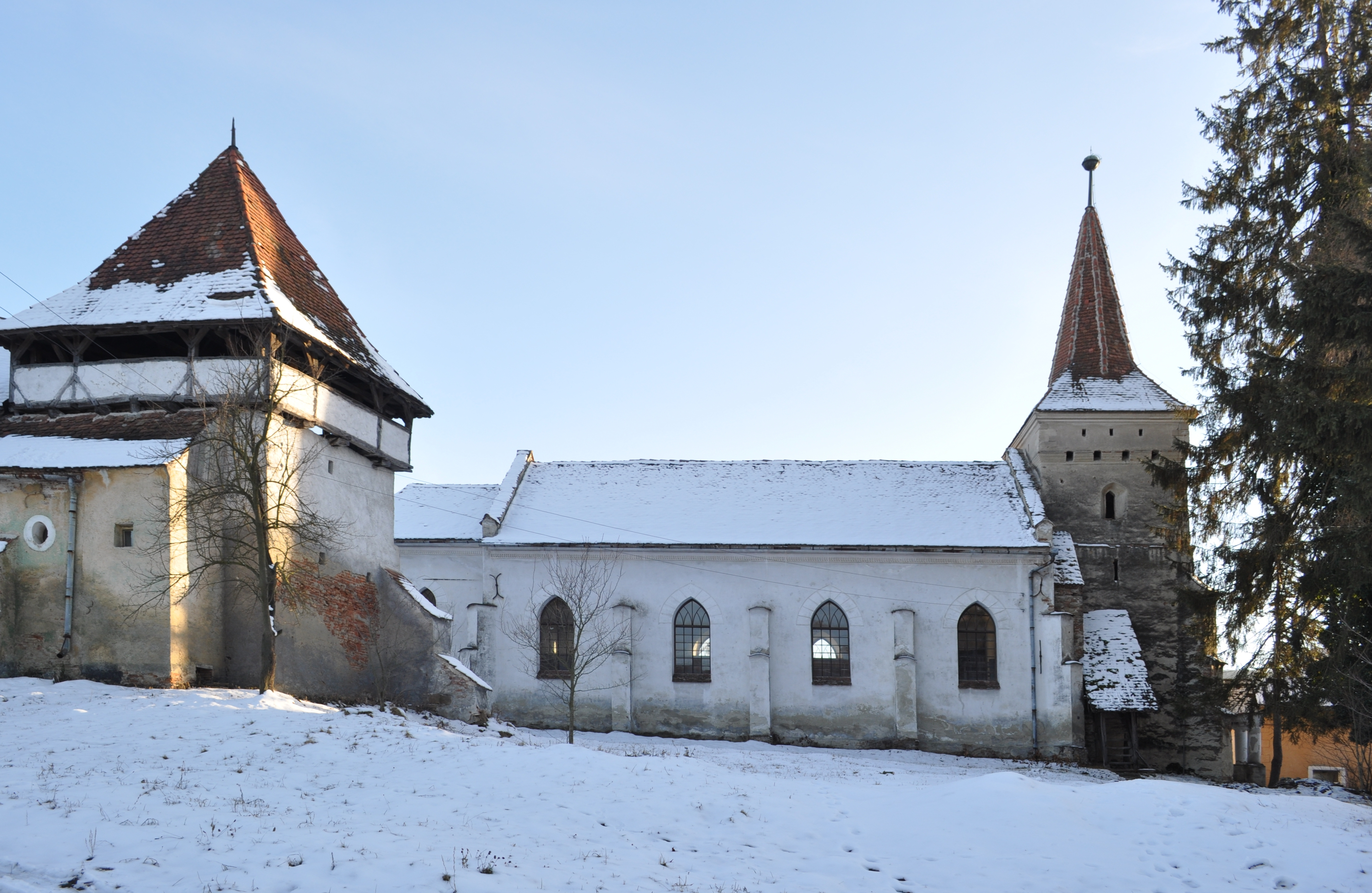
Biserica evanghelică fortificată din Metiș, județul Sibiu, foto: ianuarie 2012.

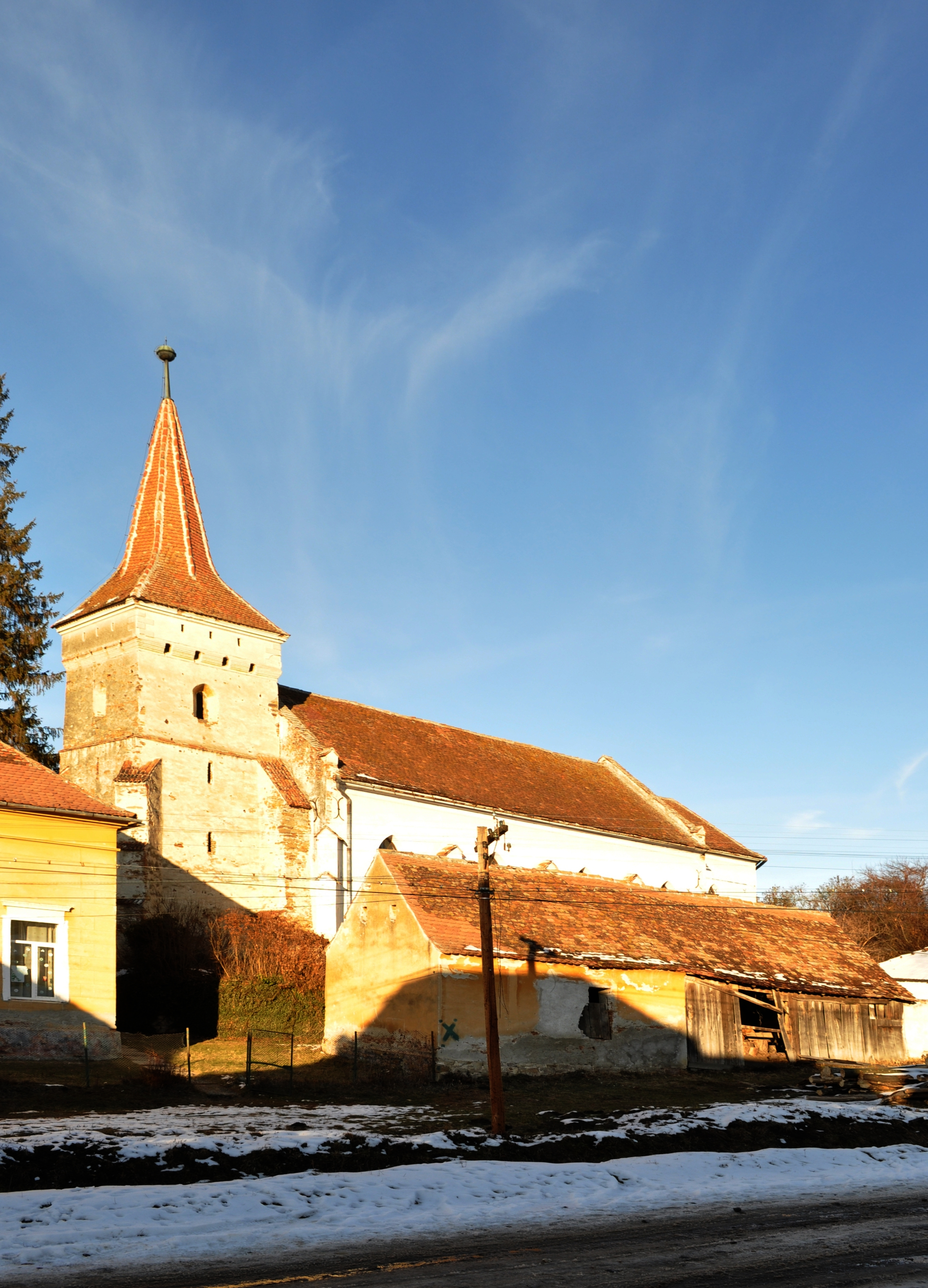
Biserica evanghelică fortificată din Metiș, județul Sibiu, foto: ianuarie 2012.

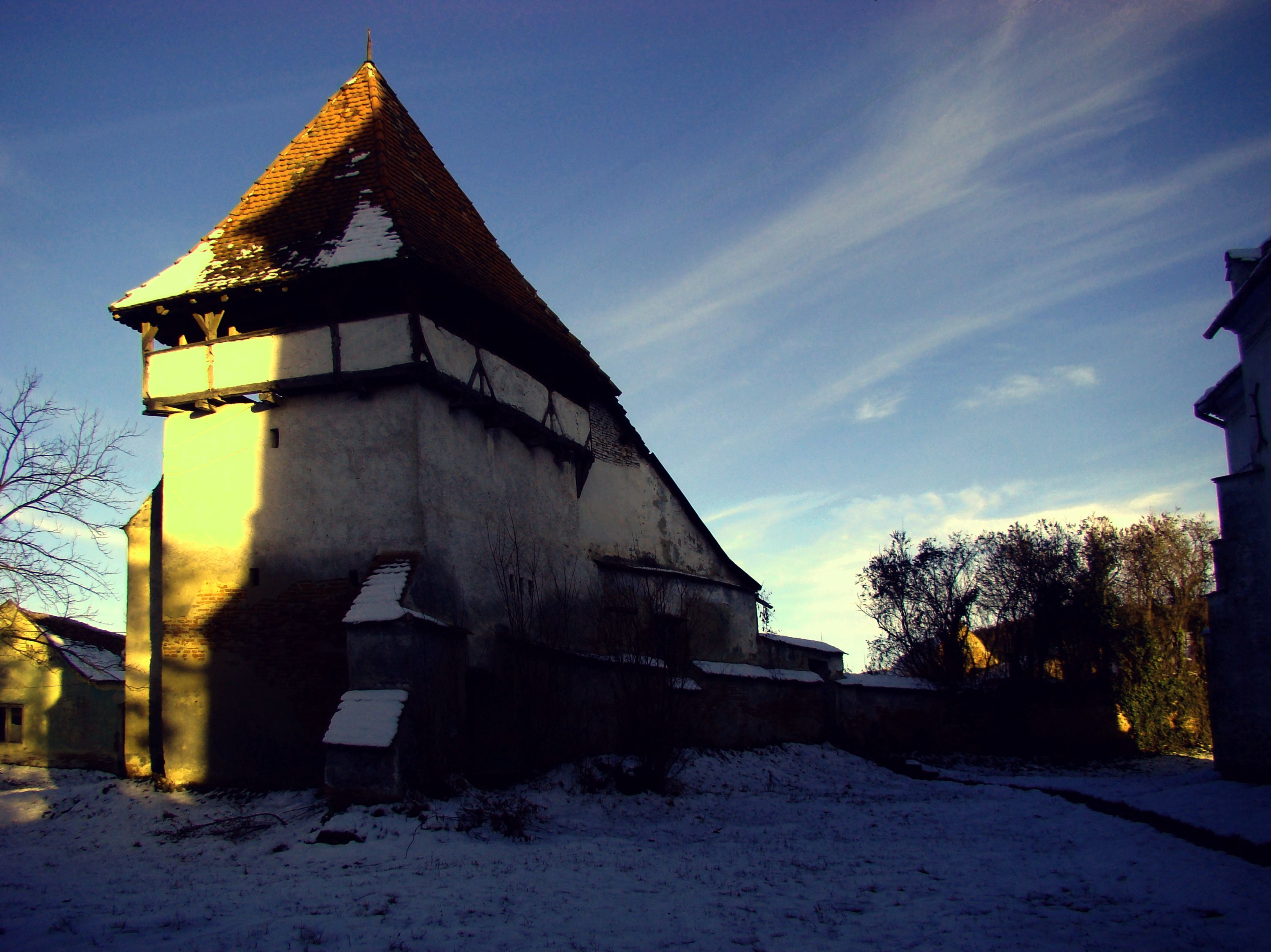
Singurul turn rămas din vechea fortificație

Biserica evanghelică fortificată din Metiș, județul Sibiu, a fost construită în secolul XIV. Figurează pe lista monumentelor istorice 2010, Cod LMI:  SB-II-a-B-12459, cu următoarele obiective:
- cod LMI SB-II-m-B-12459.01 - Biserica evanghelică fortificată, secolul al XV-lea (turn), 1863 (biserică);
- cod LMI SB-II-m-B-12459.02 - Incintă fortificată, cu turn (fragment), secolul XV - XVI.

## Localitatea
Metiș, mai demult Metișdorf, (în germană Martinsdorf, în dialectul săsesc Mättersdorf, Metesdorf, în maghiară Martonfalva, Szászmártonfalva, Mártonfalva) este un sat în comuna Mihăileni din județul Sibiu, Transilvania, România.

## Istoric și trăsături
Satul a fost întemeiat în 1290 de Contele Nikolaus von Talmesch. Biserica evanghelică din Metiș este pomenită pentru prima oară în 1414, când se menționează și hramul acesteia: Sfânta Cruce. Construcția edificiului a început însă încă din secolul al XIV-lea, dar din vechile construcții nu s-a păstrat decât turnul de vest. Biserica veche a fost demolată în anul 1861, iar noua biserică a fost finalizată doi ani mai târziu. A fost sfințită în 1863 de episcopul Georg Paul Binder. Tot în anul 1863 s-a achiziționat și noul altar, construit la Viena.  
Tabloul altarului îl reprezintă pe Mântuitor predicând și poartă inscripția: "pictat de Emil Pircher". Orga datează din 1793, fiind construită de Samuel Maetz din Biertan.
În partea de vest a bisericii este atasat turnul-clopotniță, construit tot în secolul al XV-lea, ca și biserica veche, având 3 etaje. Cel superior, cu creneluri, deschizături pentru turnarea smoalei și o galerie, astăzi mult deteriorate, a fost construit la începutul secolului al XVI-lea, în scopuri de apărare.
Din fortificațiile de odinioară, cunoscute din reprezentări grafice din secolul al XIX-lea, s-a păstrat un singur turn, cea mai mare parte a curtinei fiind demolată în anul 1898. În anul 1963 s-au făcut reparații capitale.

## Imagini

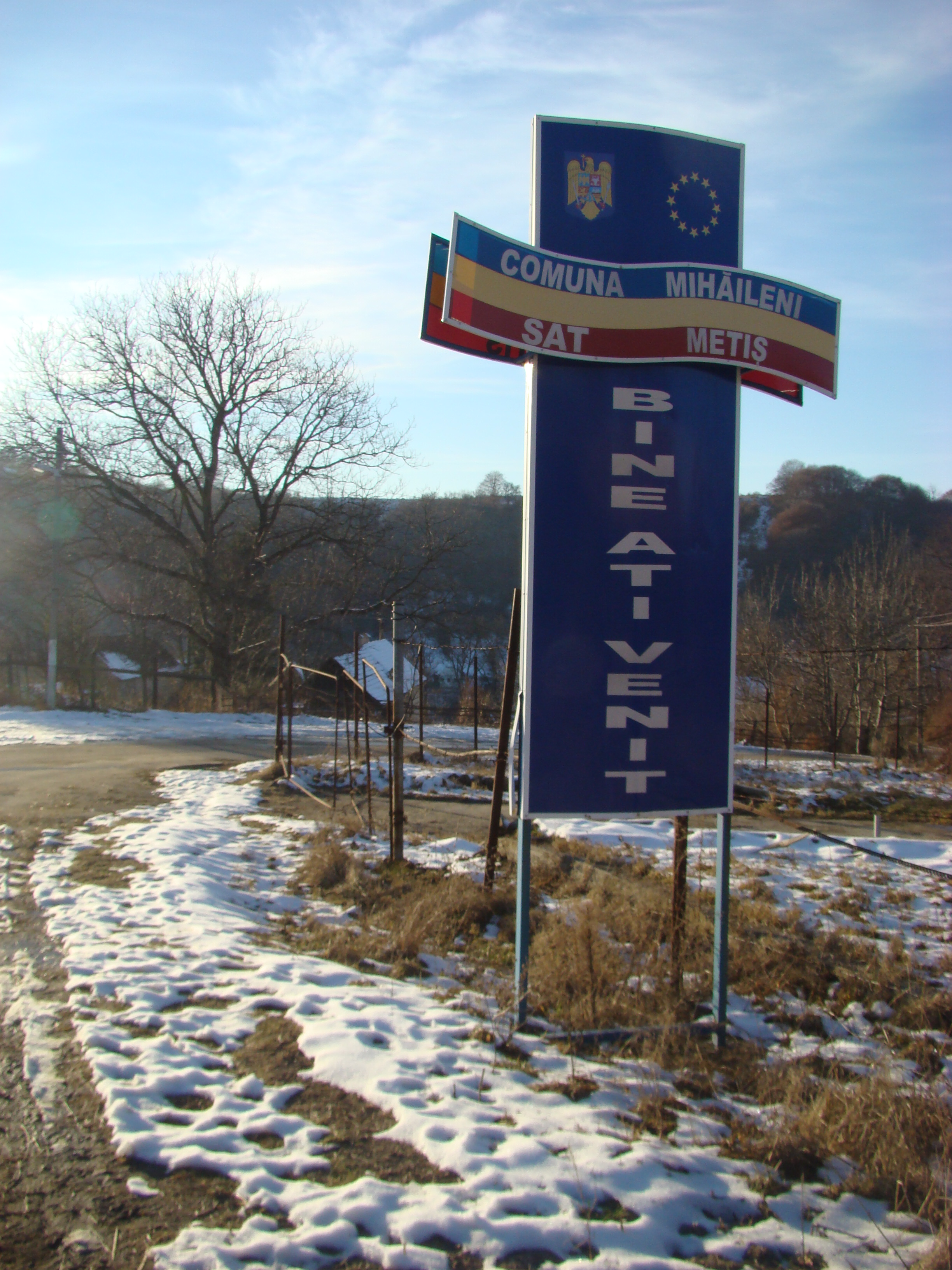
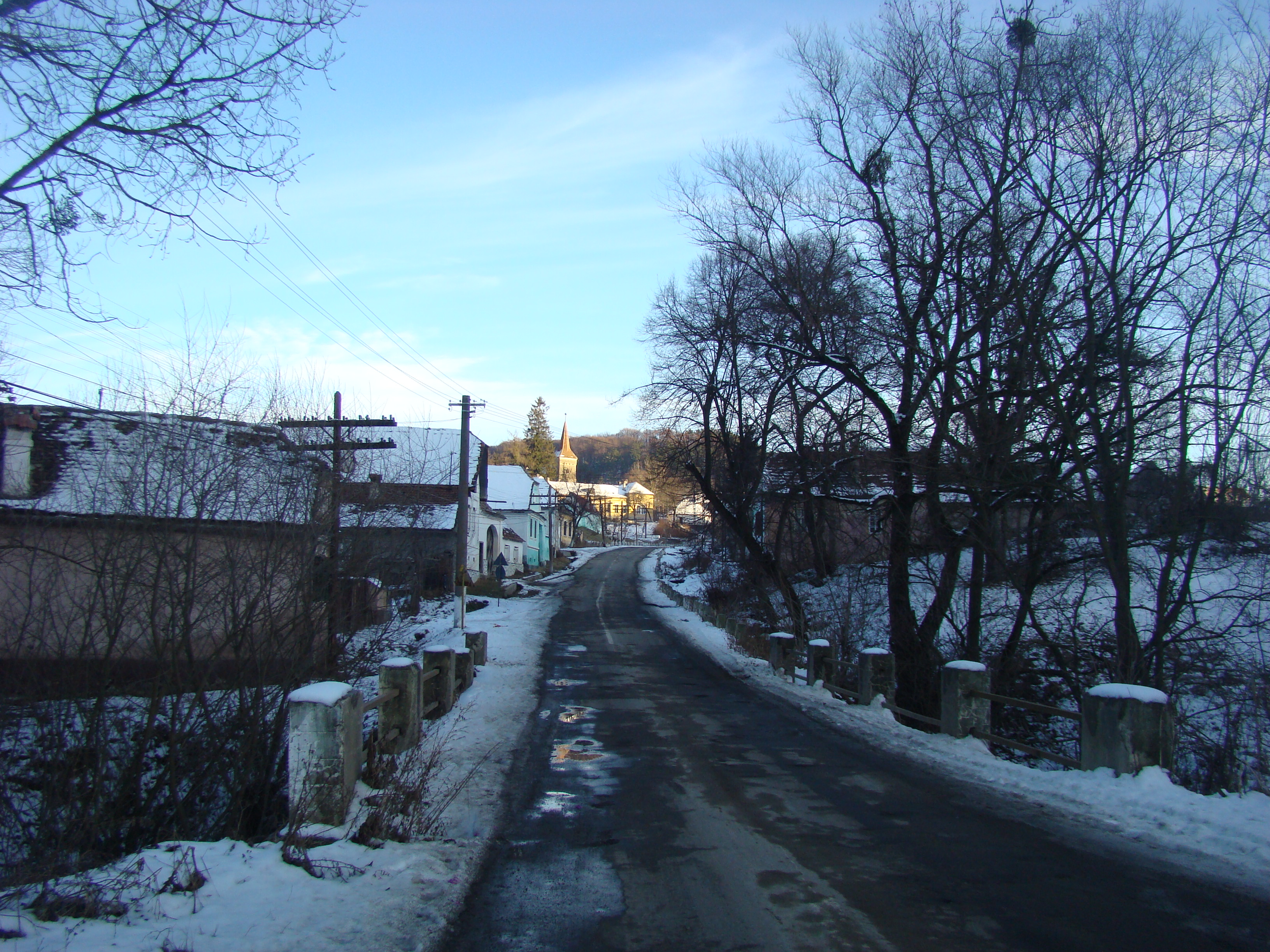
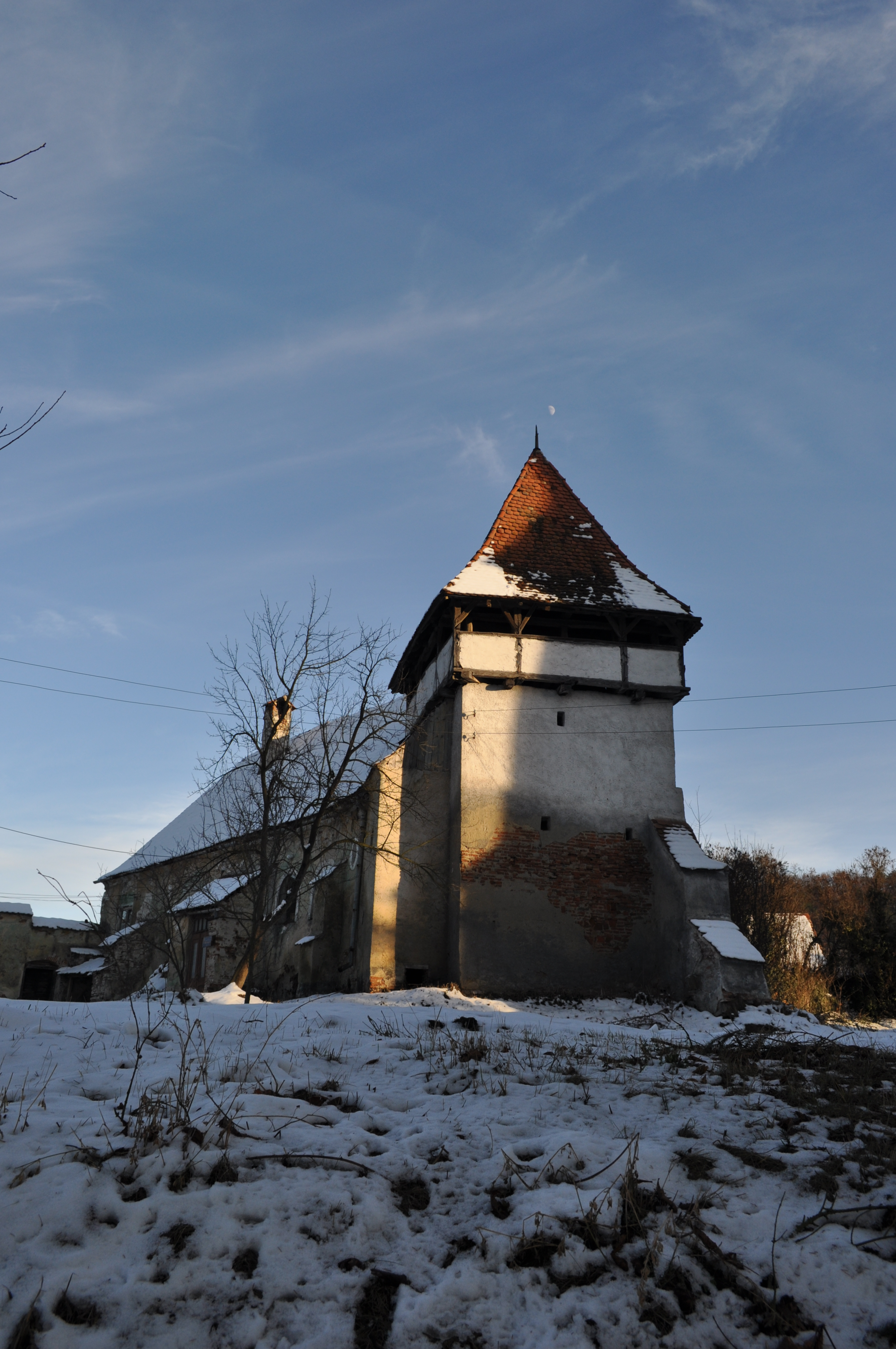
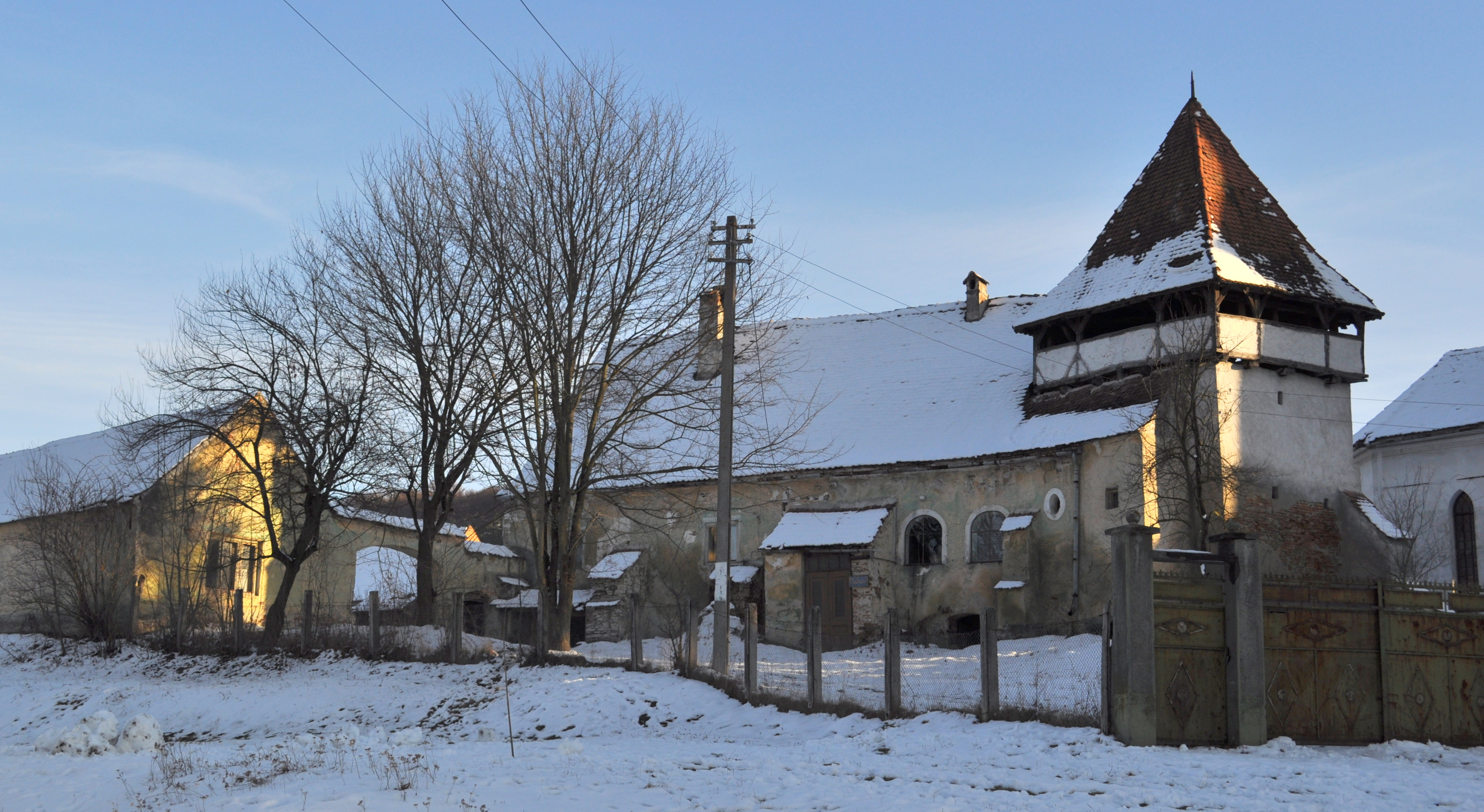
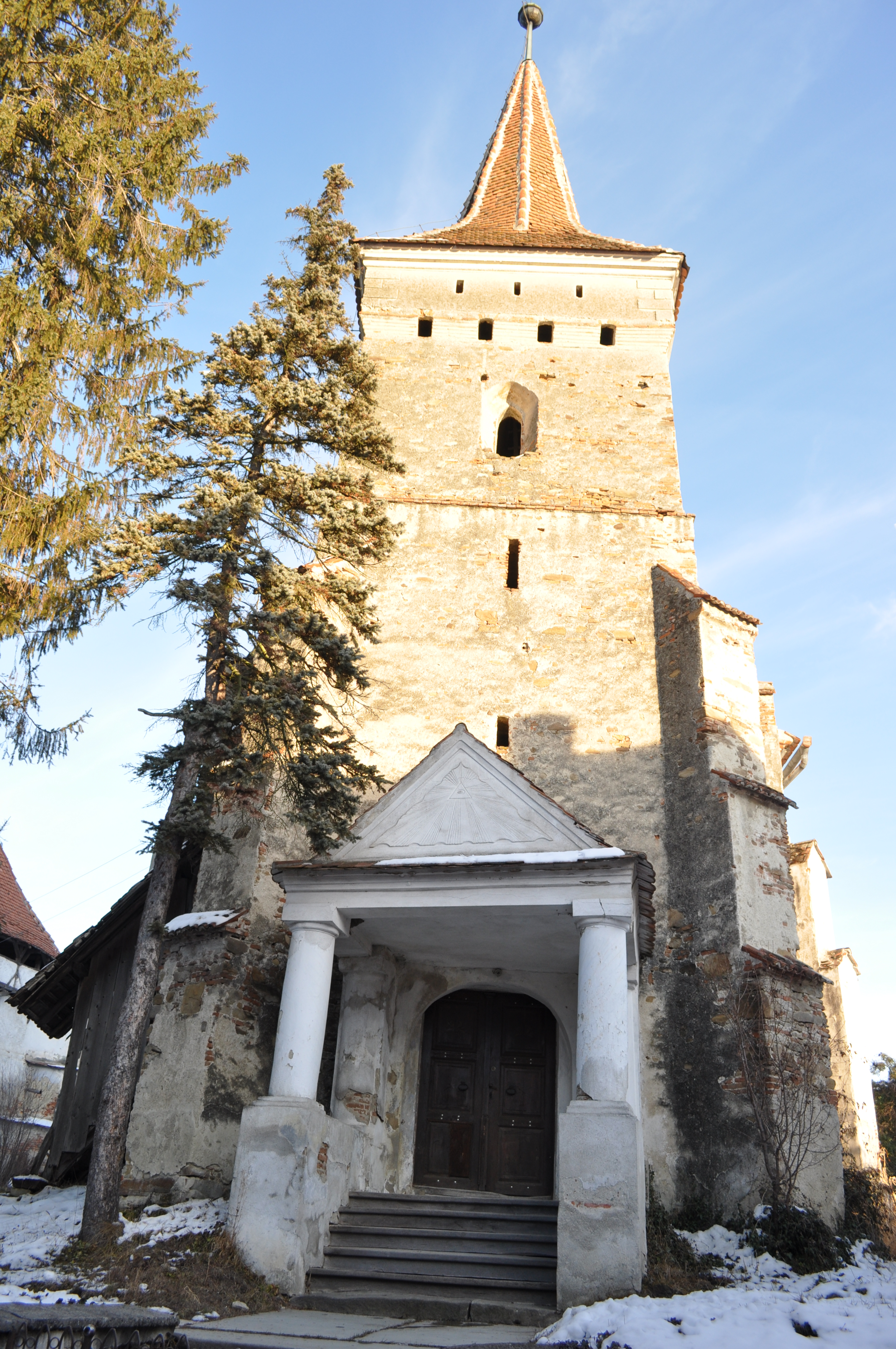
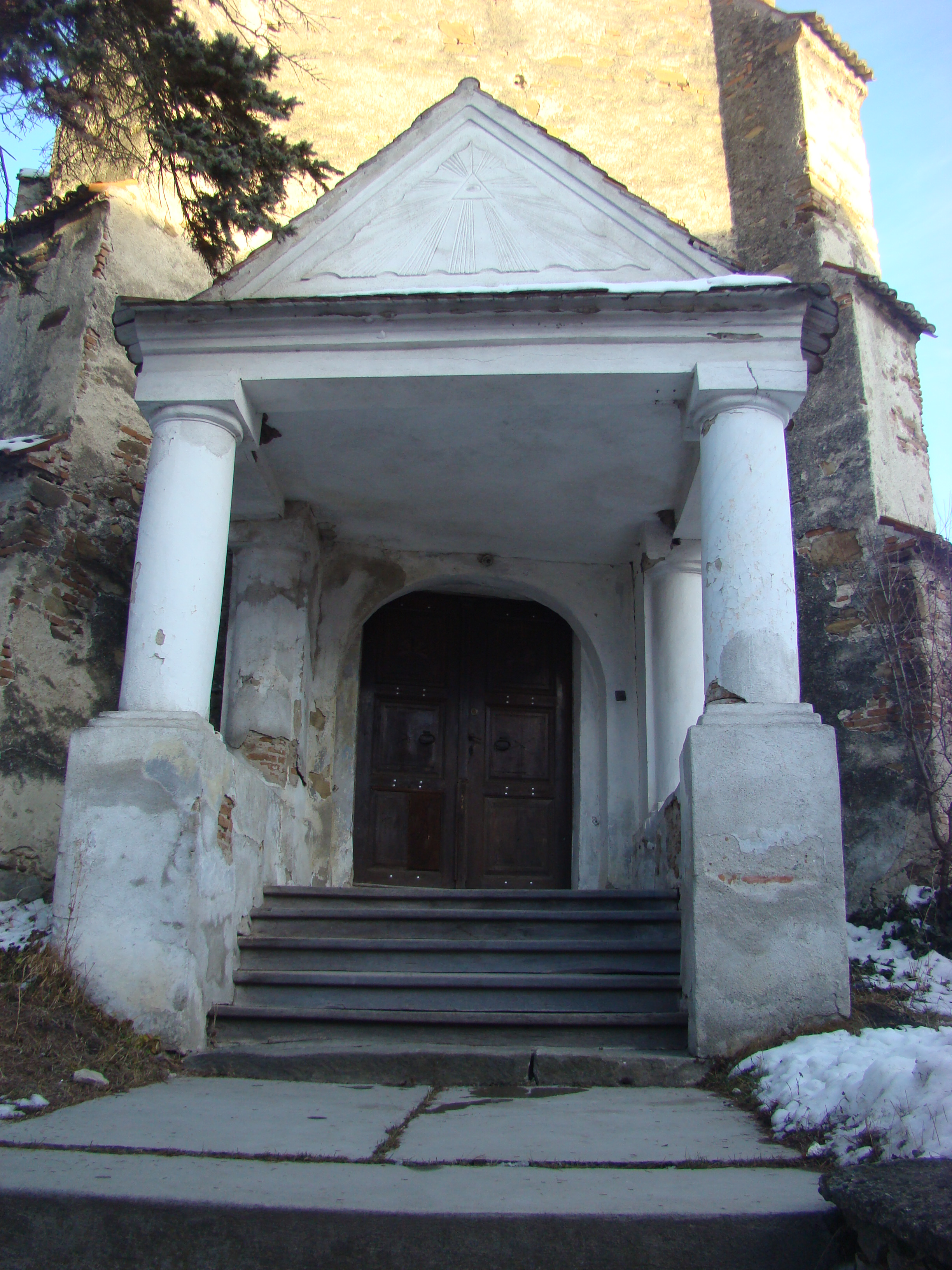
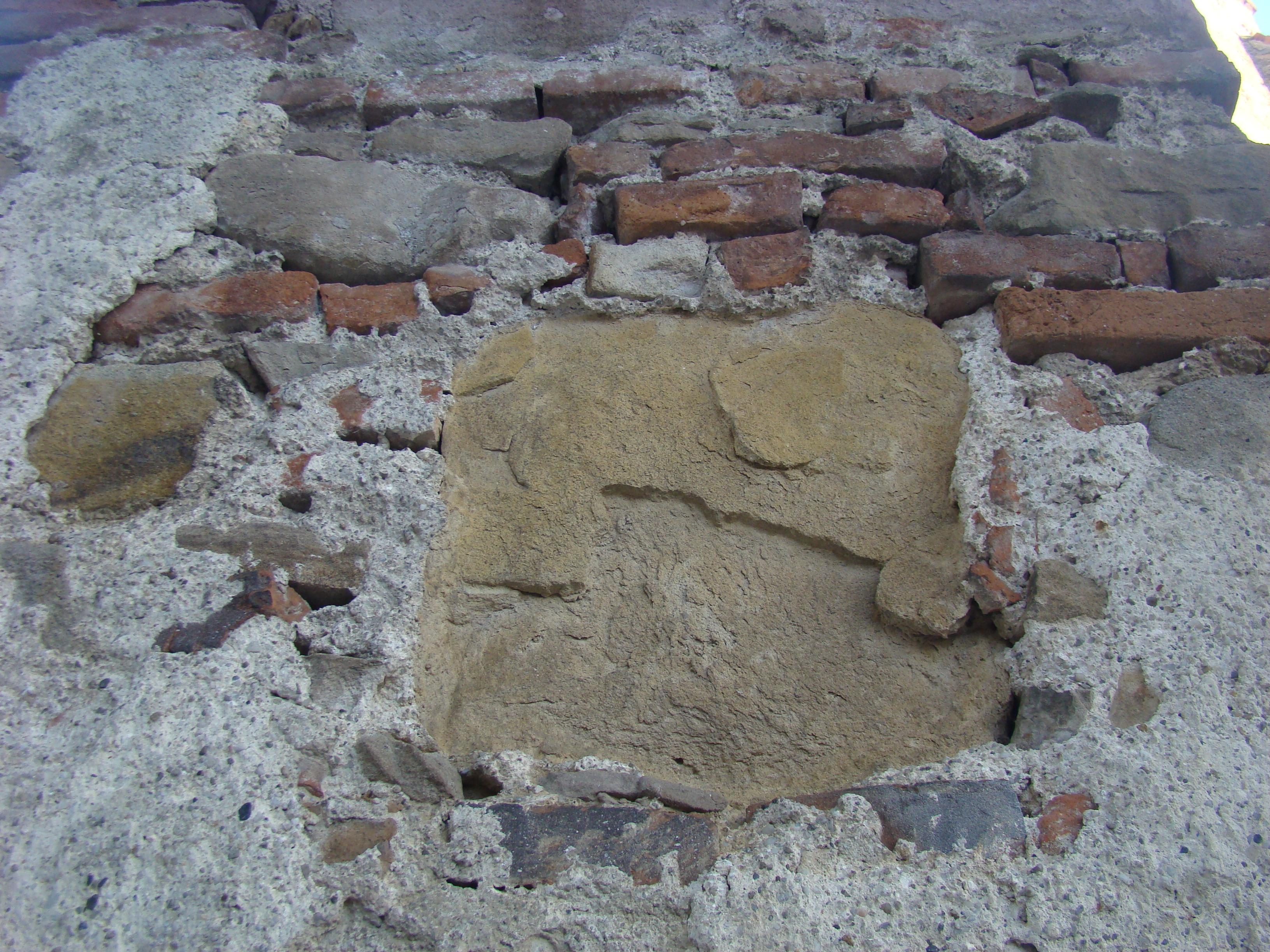
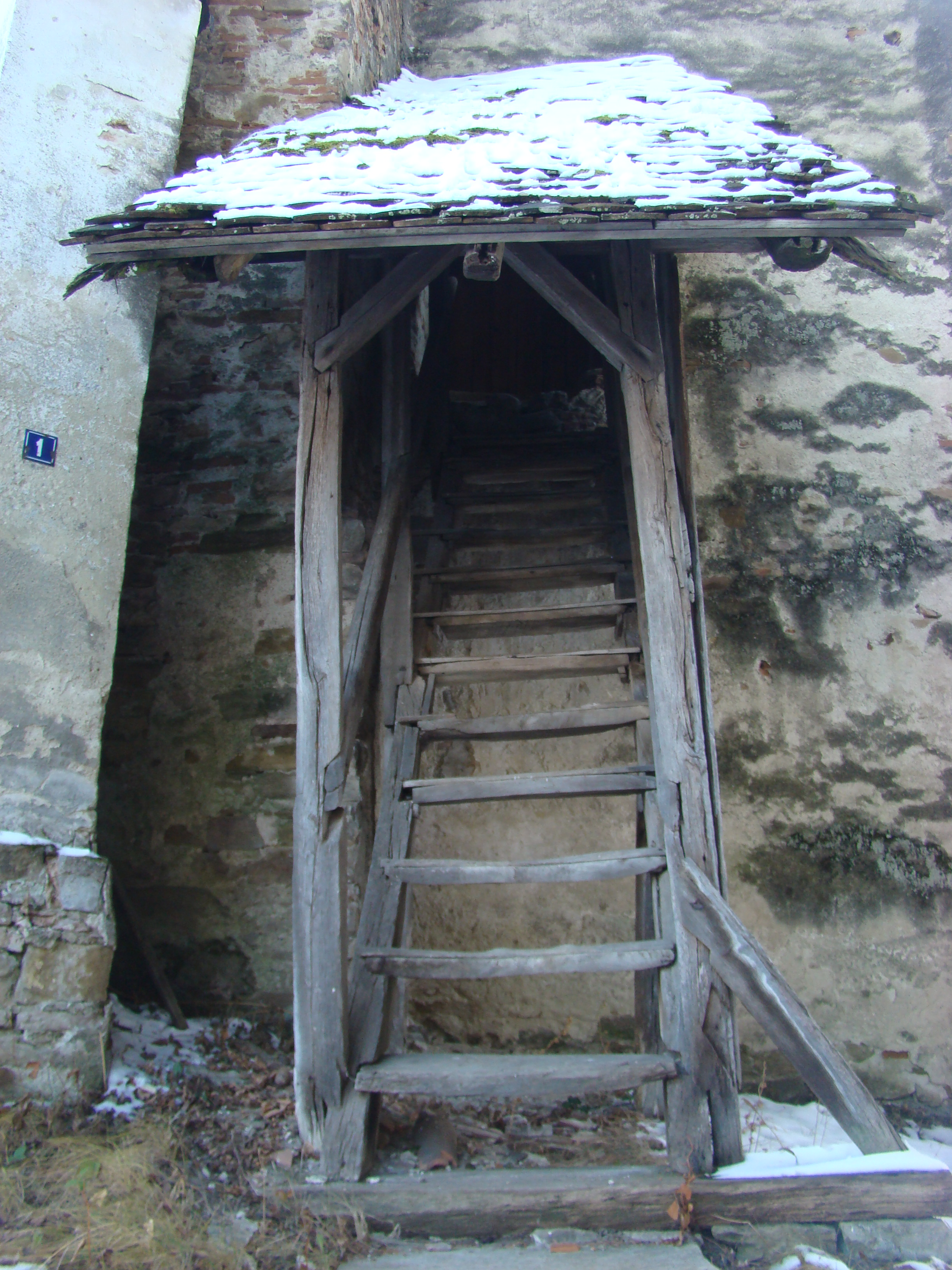
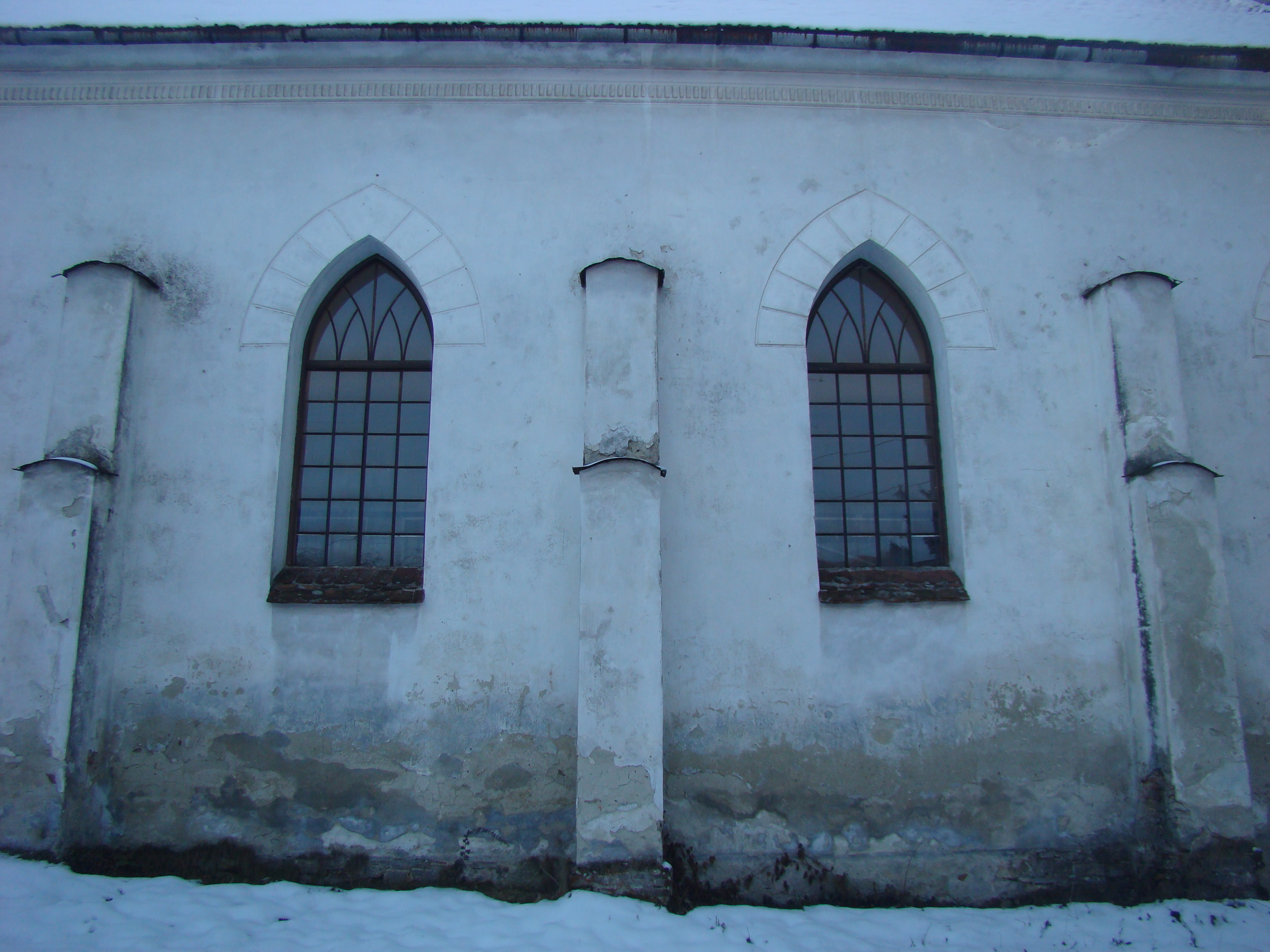
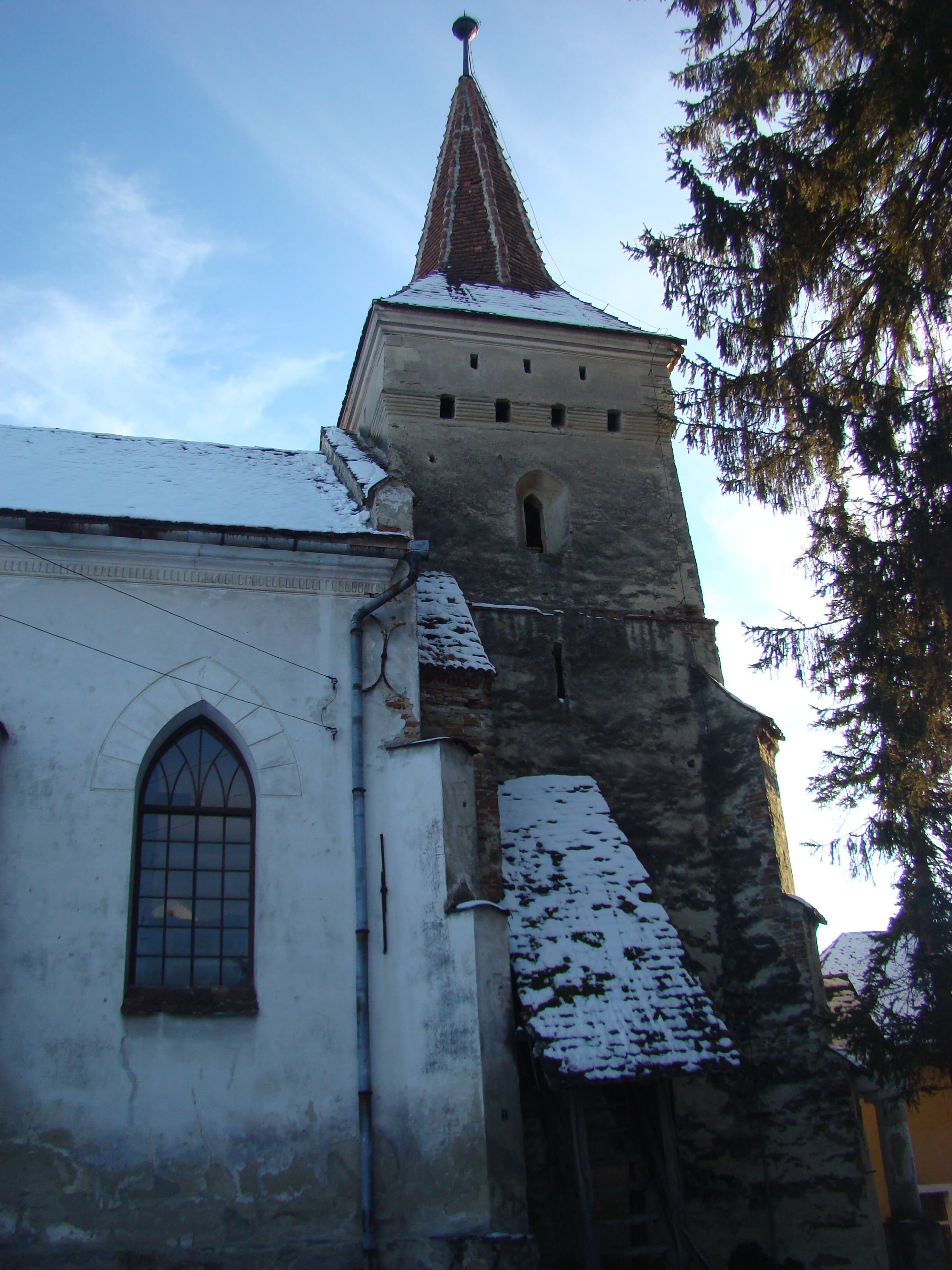